# Kawasaki Ki-100
Kawasaki Ki-100 var ett japanskt jaktflygplan från andra världskriget.
När USAF i januari 1945 bombade Akashi-fabriken stod Kawasaki med 275 Ki-61:or utan motorer och på grund av det skriande behovet av höghöjdsjaktplan beordrades man att förse de färdiga flygkropparna med andra motorer. Kawasakis folk testade med att förse tre plan med Mitsubishis stjärnmotor Ha-112-II (som hade så gott som samma styrka som den motor som ursprungligen var tänkt för planet). Testflygningarna visade att de hade åstadkommit ett förstklassigt jaktflygplan och redan i slutet på maj hade de återstående 272 Ki-61 flygkropparna försetts med den nya motorn. Planet var så framgångsrikt att armén beordrade fortsatt produktion.

## Varianter
- Ki-100-Ia, variant som i stort sett var en Ki-61:a försedd med Ha-112-II motor. 275 plan färdigställdes av denna variant.
- Ki-100-Ib, produktionsvariat som bara skiljde sig ifråga om höjde på bakre flygkroppen samt cockpit-huvens utformande. 99 exemplar färdigställdes
- Ki-100-II, variant försedd med de kraftfullare Ha-112-IIru motorerna med avgasdriven turbokompressor för att öka prestandan på höga höjder. Enbart tre prototyper hann färdigställas innan kriget var över.